# مينكونيكو (بافيا)
مينكونيكو (بالإيطالية: Menconico)‏ هي بلدة تقع في مقاطعة بافيا بإقليم لومبارديا في شمال إيطاليا. تبلغ مساحة هذه المدينة 28.2 (كم²)، وترتفع عن سطح البحر م، بلغ عدد سكانها 465 نسمة في عام 2004 حسب إحصاء المعهد الوطني للإحصاء.

## السكان
في سنة 1861 بلغ عدد السكان 1٬297 نسمة، وتطور العدد ليصل في سنة 2011 لـ 378 نسمة.
يظهر هذا المخطط البياني تطور النمو السكاني لـ مينكونيكو (بافيا)